# 関屋駅 (新潟県)

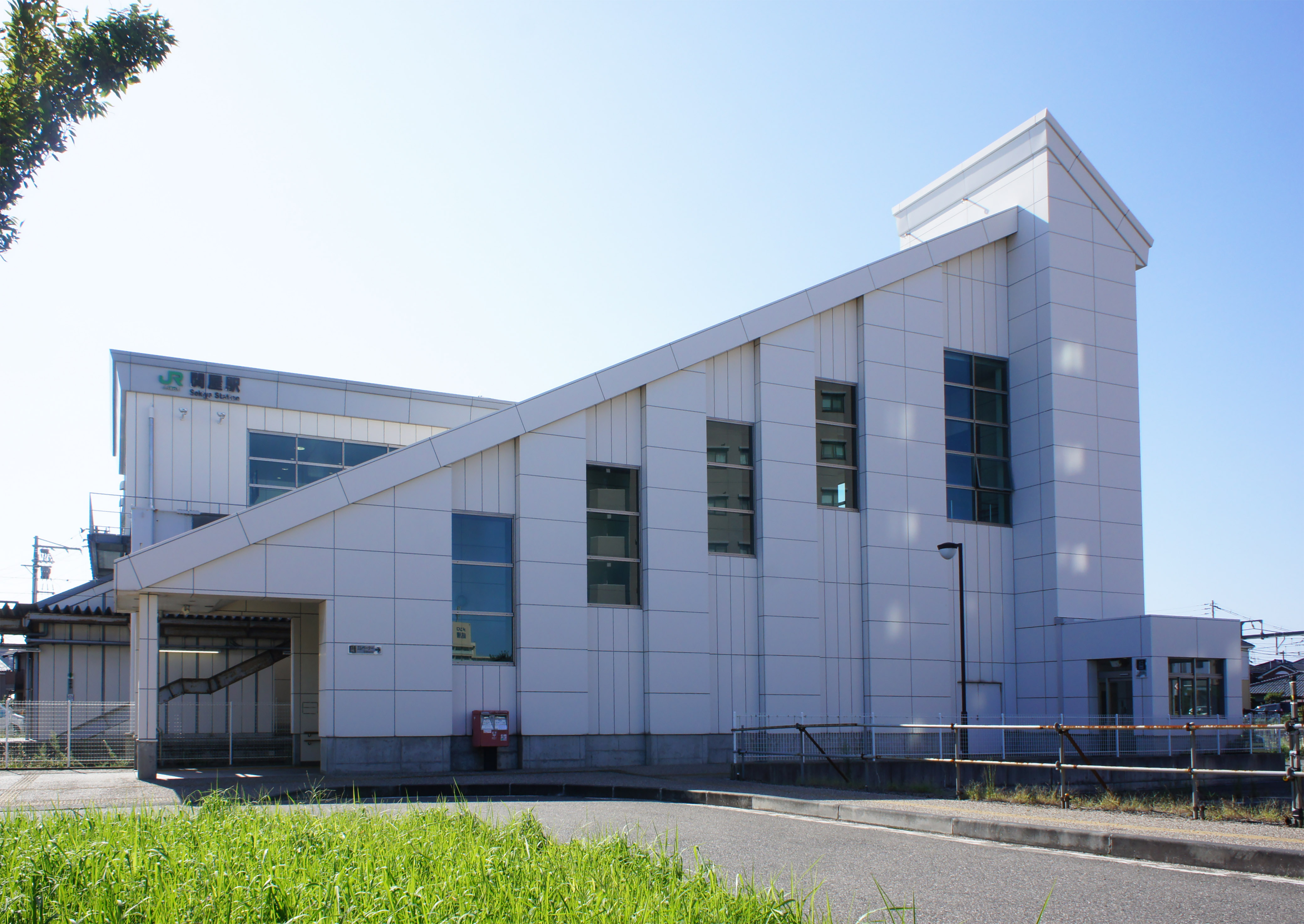
北口（2021年9月）

関屋駅（せきやえき）は、新潟県新潟市中央区関屋大川前二丁目にある、東日本旅客鉄道（JR東日本）越後線の駅である。

## 歴史
- 1913年（大正2年）11月15日：越後鉄道の駅として開業[2]。
- 1927年（昭和2年）10月1日：越後鉄道が国有化[3]。国有鉄道越後線となる[4]。
- 1932年（昭和7年）：先代駅舎が竣工。当時の駅舎は南側にあった。
- 1943年（昭和18年）11月1日：信越本線（貨物支線） 新潟 - 関屋間が開業[4]。
- 1951年（昭和26年）
  - 4月5日：当駅 - 万代駅間の貨物運輸営業を開始[5]。
  - 6月25日：新潟 - 関屋間の旅客営業を開始[6]。
  - 12月15日：新潟 - 関屋間を越後線に統合、関屋 - 白山間の旧線を廃止[4]。
- 1982年（昭和57年）11月5日：貨物の扱いを廃止[1][3]。
- 1984年（昭和59年）2月1日：荷物の扱いを廃止[3]。
- 1987年（昭和62年）4月1日：国鉄分割民営化に伴い、東日本旅客鉄道（JR東日本）の駅となる[3]。
- 1991年（平成3年）10月1日：みどりの窓口を開設[7]。
- 2005年（平成17年）
  - 1月13日：自動改札機の供用を開始[8]。
  - 12月4日：橋上駅舎化工事に伴い、仮駅舎を開設。
- 2006年（平成18年）
  - 1月21日：ICカード「Suica」の利用が可能となる[9]。
  - 12月9日：橋上駅舎が完成、供用を開始。同時に北口を新設[1]。
- 2023年（令和5年）9月30日：みどりの窓口の営業を終了[10]。

### 旧新潟競馬場
かつて、北口側には新潟競馬場（関屋競馬場）があった。1906年（明治39年）に開場し、週末には多くの人々が越後線を利用して来場していたといわれている。また戦前の新潟競馬開催の際には当時の国営競馬の馬場であった東京、中山、横浜、鳴尾、京都の各地の厩舎から鉄道による馬運貨物輸送により競走馬が関屋駅に運ばれていたこともある。
当駅周辺はかつて「競馬町」という通称で呼ばれていた。
しかし、信濃川の分水路として関屋分水路が開削されるにあたり、計画ルート上にある住宅等を移転させる必要が生じたため、旧競馬場は1964年（昭和39年）に閉鎖され、翌1965年（昭和40年）5月から当時の北蒲原郡豊栄町笹山（市制施行を経て現新潟市北区笹山）に移転。跡地は掘削地の代替住宅地として再開発され、周辺には競馬場そのものの痕跡は残っていない。なお、信濃町地内にある関分公園内には「新潟競馬場跡の碑」が建立されている。
この“関屋”の名は、新潟競馬場開催の重賞競走「関屋記念」として遺されている。当駅周辺では、西側（内野寄り）にある「競馬場踏切」などの名称が、この周辺にかつて競馬場があったことを表している。この他、かつては青果店や鮮魚店、精肉店などが集積した「競馬町マーケット」が競馬場踏切北側に所在したが、老朽化等のため2007年（平成19年）6月30日をもって閉鎖となり、2008年（平成20年）2月に撤去された。

### 東関屋駅
南口から南西へ徒歩約5分のところに新潟交通電車線の東関屋駅があった。現在は駅舎・駅施設とも既に撤去され、跡地は市や民間に売却された。現在では住居表示ではないがBRTの運行が決定した際に「東関屋」バス停としてその名前を復活し残している。
跡地には、市営関屋大川前住宅（市営住宅）をはじめ、社会福祉法人の運営する施設や介護福祉施設やマンションなどが建設された。

### 橋上駅舎化
当駅はこれまで南側にしか駅舎がなかったため駅北側からは利用しにくく、また合理化のため、夕方の通勤時間帯を過ぎると駅舎は施錠・消灯され窓口等が利用できないなど、利用者や周辺住民からは不評で、新潟市やJR東日本新潟支社には北口駅舎の開設や橋上駅舎化を求める意見がしばしば寄せられていた。
新潟市とJR新潟支社は2003年度（平成15年度）から関屋駅の橋上化事業に着手し、2005年（平成17年）11月に改築工事に着工、2006年（平成18年）12月9日に橋上駅舎と自由通路が完成し供用を開始した。引き続き南北エントランス部に駅前広場を設ける工事を実施し、2007年（平成19年）夏に完工した。なお、改札口内には「関屋駅　いま・むかし」という案内板が設置されており、2007年（平成19年）および1931年（昭和6年）現在の地図及び旧駅舎の写真が描かれている。
北口側のアクセス道路もこの事業によって整備された。

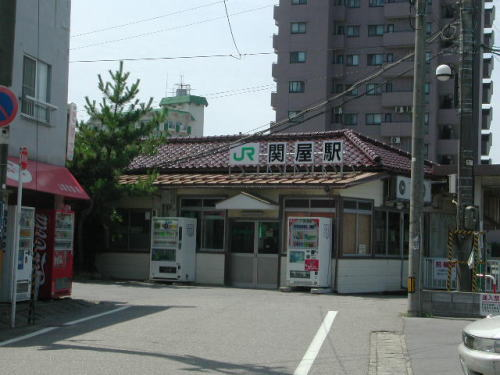
2005年秋をもって閉鎖・撤去された旧駅舎（2004年7月）
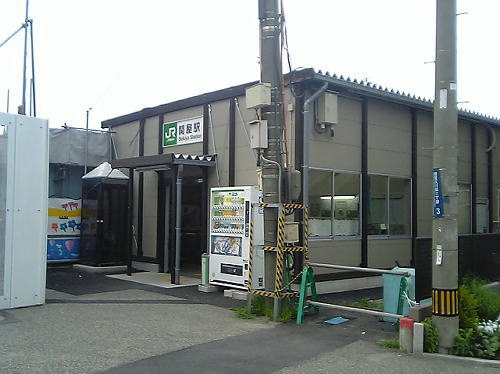
橋上駅舎への改築工事の間に使われた仮駅舎（2006年6月）

## 駅構造
島式ホーム1面2線に橋上駅舎を有する地上駅である。JR東日本シティクリエイト（JENIC）が運営する業務委託駅で、新潟駅が管理している。自動券売機、多機能券売機、自動改札機（Suica対応）、待合室（改札内）などが設置されている。駅事務所は自由通路に面する2階に設置されている。なお、橋上化前まではホーム上に待合室が設置されていた。また、バリアフリーを重視した橋上化に合わせて発車標が設置されている。
交通バリアフリーの観点から、改札内コンコースとホームを連絡するエレベーターと誘導チャイムが設置されているほか、コンコースのトイレにはオストメイトに対応した多機能トイレが併設されている。自由通路（南北自由通路）は新潟市に財産権原があり、中央区の建設課が管理している。また、施設のバリアフリー対策として、改札口正面には音声案内装置を備えた周辺地図が設置されているほか、南口・北口にエレベーターが設置されている。規模の大きい亀田駅や豊栄駅とは異なり、改札外にトイレは設置されていない。

### のりば
| 番線 | 路線    | 方向 | 行先     | 備考     |
| ---- | ------- | ---- | -------- | -------- |
| 1    | ■越後線 | 上り | 内野方面 |          |
| 1    | ■越後線 | 下り | 新潟方面 | 当駅始発 |
| 2    | ■越後線 | 下り | 新潟方面 |          |

付記事項
- 日中は、ほとんどの列車が当駅で行き違いをする。
- 平日・土曜日には新潟駅 - 当駅間を折り返す列車が1往復設定されている。

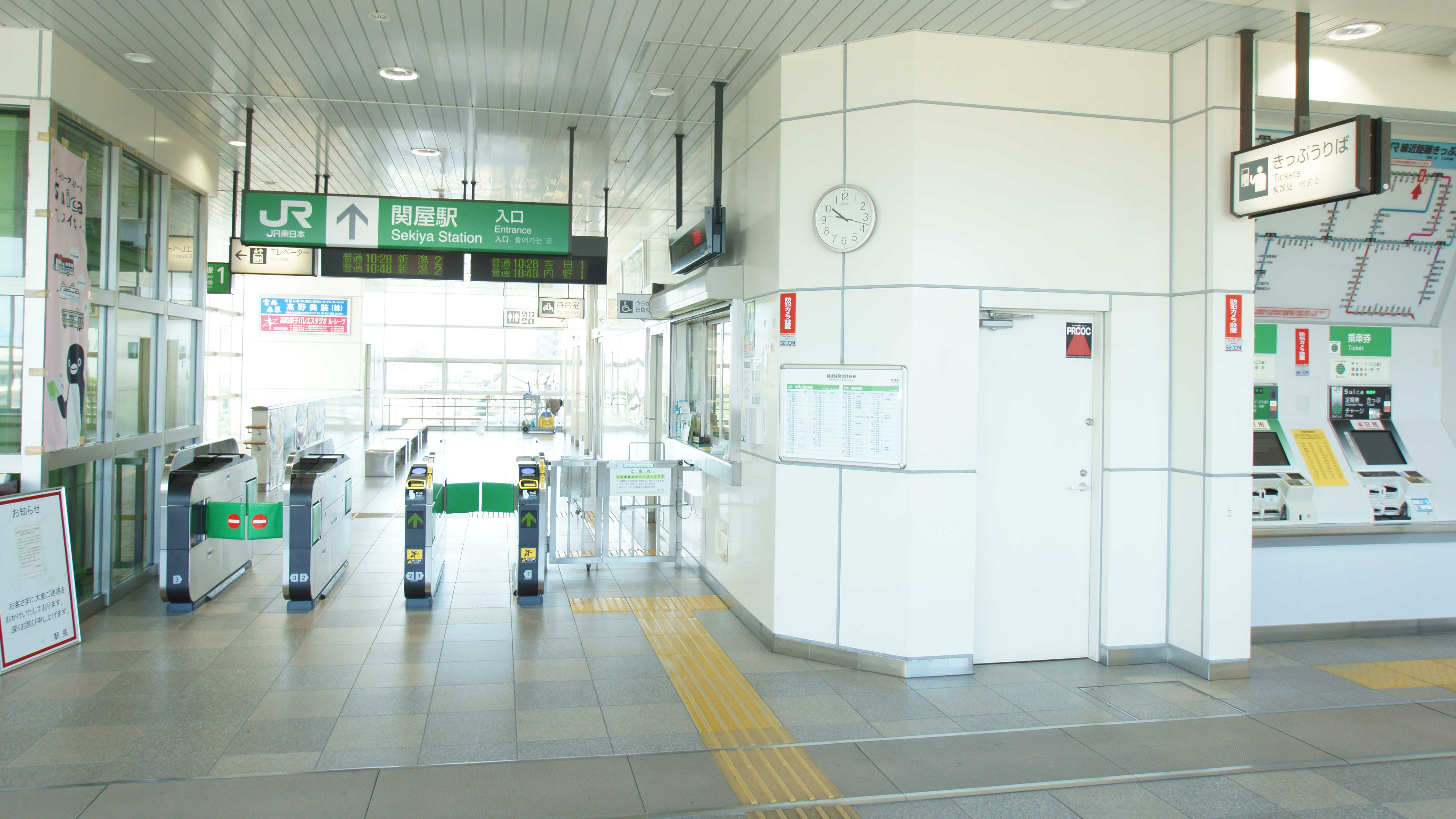
改札口周辺（2016年8月）
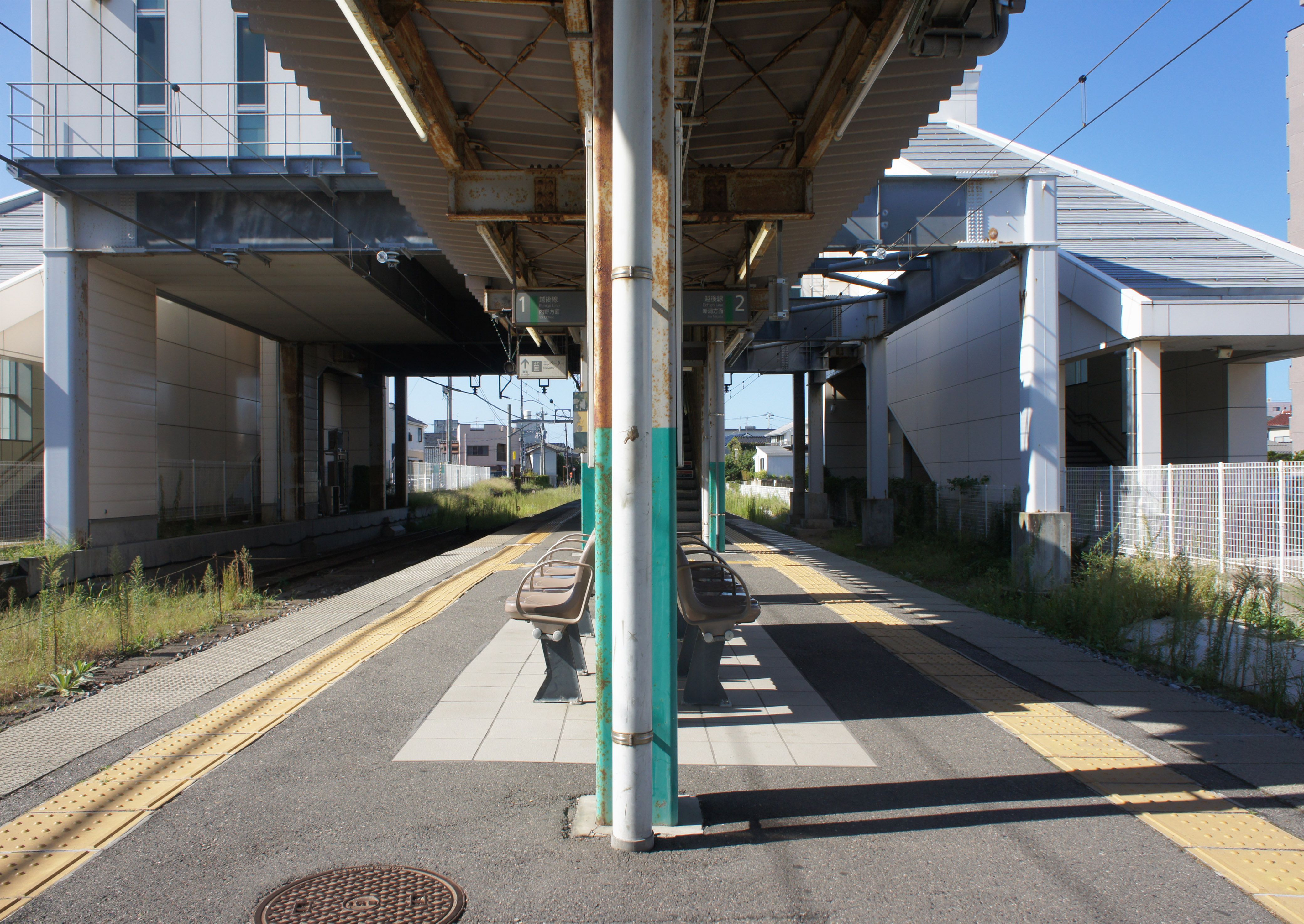
ホーム（2021年9月）

## 利用状況
JR東日本によると、2023年度（令和5年度）の1日平均乗車人員は1,779人である。
2000年度（平成12年度）以降の推移は以下のとおりである。
| 1日平均乗車人員推移 | 1日平均乗車人員推移 | 1日平均乗車人員推移 | 1日平均乗車人員推移 | 1日平均乗車人員推移 |
| 年度                | 定期外              | 定期                | 合計                | 出典                |
| ------------------- | ------------------- | ------------------- | ------------------- | ------------------- |
| 2000年（平成12年）  |                     |                     | 1,569               | [ 利用客数 2 ]      |
| 2001年（平成13年）  |                     |                     | 1,635               | [ 利用客数 3 ]      |
| 2002年（平成14年）  |                     |                     | 1,613               | [ 利用客数 4 ]      |
| 2003年（平成15年）  |                     |                     | 1,582               | [ 利用客数 5 ]      |
| 2004年（平成16年）  |                     |                     | 1,572               | [ 利用客数 6 ]      |
| 2005年（平成17年）  |                     |                     | 1,593               | [ 利用客数 7 ]      |
| 2006年（平成18年）  |                     |                     | 1,644               | [ 利用客数 8 ]      |
| 2007年（平成19年）  |                     |                     | 1,768               | [ 利用客数 9 ]      |
| 2008年（平成20年）  |                     |                     | 1,794               | [ 利用客数 10 ]     |
| 2009年（平成21年）  |                     |                     | 1,725               | [ 利用客数 11 ]     |
| 2010年（平成22年）  |                     |                     | 1,804               | [ 利用客数 12 ]     |
| 2011年（平成23年）  |                     |                     | 1,876               | [ 利用客数 13 ]     |
| 2012年（平成24年）  | 463                 | 1,493               | 1,957               | [ 利用客数 14 ]     |
| 2013年（平成25年）  | 493                 | 1,540               | 2,033               | [ 利用客数 15 ]     |
| 2014年（平成26年）  | 494                 | 1,423               | 1,918               | [ 利用客数 16 ]     |
| 2015年（平成27年）  | 501                 | 1,437               | 1,938               | [ 利用客数 17 ]     |
| 2016年（平成28年）  | 493                 | 1,462               | 1,955               | [ 利用客数 18 ]     |
| 2017年（平成29年）  | 484                 | 1,454               | 1,939               | [ 利用客数 19 ]     |
| 2018年（平成30年）  | 494                 | 1,387               | 1,881               | [ 利用客数 20 ]     |
| 2019年（令和元年）  | 464                 | 1,409               | 1,873               | [ 利用客数 21 ]     |
| 2020年（令和02年）  | 347                 | 1,255               | 1,603               | [ 利用客数 22 ]     |
| 2021年（令和03年）  | 375                 | 1,268               | 1,643               | [ 利用客数 23 ]     |
| 2022年（令和04年）  | 405                 | 1,279               | 1,684               | [ 利用客数 24 ]     |
| 2023年（令和05年）  | 448                 | 1,330               | 1,779               | [ 利用客数 1 ]      |

## 駅周辺
周辺は古くからの住宅地であるが、近年マンション建設も盛んに行われている。
かつては新潟市内随一の工業地帯であり、1909年（明治42年）時点では関屋地内に17の製油所があった。新津油田などから石油が運ばれていたほか、製油に用いる硫酸を製造する新潟硫酸の工場もあった。駅南東側にはかつて工業用潤滑油などを加工する歴世礦油の工場があり、越後線が貨物輸送を行っていたころには引込線も設置されていた。しかし、1996年（平成8年）に発生した工場火災事故の影響もあり、新潟西港に近い同市平和町（現・東区平和町）に移転・統合された。歴世礦油から譲渡された跡地は商業地として開発され、1999年に関屋ショッピングセンターとなった。
駅前広場には南口・北口ともにロータリーが設けられている。タクシーの常駐はない。

### 南口側
数軒の飲食店がある。
- 新潟県道139号関屋停車場線
- 新潟県道16号新潟亀田内野線
- 新潟第一中学校・高等学校
- 関屋ショッピングセンター（キーテナント：原信関屋店、ヤマダデンキテックランド新潟関新店、ココカラファイン関屋店）
- 学校法人新潟医療学園 新潟柔整専門学校
- 新潟県庁（「新潟第一高校前」バス停徒歩で千歳大橋を渡るか、美咲合同庁舎行きバスで県庁前で下車）
- 新潟中央病院
- せきやの里（特養、ショートステイ、サービス付き高齢者向け住宅、看護小規模多機能型居宅介護）

### 北口側
- 新潟市道曽和インター信濃町線2号（西大通り）
- 国道402号
- 日本歯科大学新潟生命歯学部
- 第四北越銀行 関屋中央支店・関屋支店[注 3]
- 新潟信用金庫 関屋支店
- ツルハドラッグ新潟関屋店
- ココファン新潟関屋（サービス付き高齢者向け住宅）
- 新潟関屋自動車学校

## バス路線
駅前にはバス停はないが、南口から徒歩約5分の第一高校前バス停と、北口から徒歩約5分の信濃町バス停から各方面への路線バスが運行されている。いずれも新潟交通と地域子会社の新潟交通観光バスの運行による。

### 南口側
南口から徒歩約5分、関屋大川前一丁目交差点角にバス停があり、2024年（令和6年）3月現在では新潟交通グループの路線が以下のように運行されている。
| バス停名   | 乗り場位置・方面                    | 路線名                      | 系統・行先 | 出典          |
| ---------- | ----------------------------------- | --------------------------- | --- | ------------- |
| 第一高校前 | 関新ポンプ場側 （青山方面）         | ■ BRT 萬代橋ライン          | - B10：青山 ※一部便は青山から■ W3 寺尾線・■ W4 大堀線に直通 - B11：青山・青山本村・青山一丁目 - B13：青山・西部営業所 | [ 19 ]        |
| 第一高校前 | 関新ポンプ場側 （青山方面）         | ■ W4 大堀線                 | W45：内野営業所 | [ 20 ]        |
| 第一高校前 | 関新ポンプ場側 （青山方面）         | ■ W6 千歳大橋線             | W60：青山（本数少）                                                                                                   | [ 21 ]        |
| 第一高校前 | 関新ポンプ場側 （青山方面）         | 白根方面へのダイレクト便    | W70：（快速）白根・潟東営業所                                                                                         | [ 22 ]        |
| 第一高校前 | 第一高校校舎前 （古町・新潟駅方面） | ■ BRT 萬代橋ライン          | B10・B11・B13：新潟駅前                                                                                               | [ 19 ]        |
| 第一高校前 | 第一高校校舎前 （古町・新潟駅方面） | 白根方面からのダイレクト便  | W70：新潟駅 | [ 22 ]        |
| 第一高校前 | 第一高校校舎前 （古町・新潟駅方面） | モーニングライナー          | W46・W70：新潟駅 | [ 20 ] [ 22 ] |
| 第一高校前 | 第一高校校舎前 （県庁方面）         | ■ W4 大堀線 ■ W6 千歳大橋線 | W45・W60：美咲合同庁舎（本数少）                                                                                      | [ 20 ] [ 21 ] |

付記事項
- 萬代橋ラインの停留所番号は13。快速も停車する。
- 寺尾線・大堀線直通便の行先は「イオン新潟青山ショッピングセンター#青山バス停」を参照。
- 美咲合同庁舎発着便（W45・W60）は、平日のみ運行。W70系統の快速ダイレクト便およびモーニングライナーは、新潟駅前 - 当停留所間は各停留所に停車する。

### 北口側
北口から徒歩約3 - 5分、信濃町交差点周辺にバス停があり、新潟交通グループの路線が以下のように運行されている。
| バス停名 | 乗り場位置・方面                                  | 路線名                          | 系統・行先                                                                                               | 出典          |
| -------- | ------------------------------------------------- | ------------------------------- | --- | ------------- |
| 信濃町   | 新潟日報 NIC有明前 （小針・小新・内野方面）       | ■ W2 西小針線                   | - W20・W23：坂井・内野営業所 - W21・W23：新潟大学・内野営業所 - W22：信楽園病院                          | [ 23 ]        |
| 信濃町   | 新潟日報 NIC有明前 （小針・小新・内野方面）       | - ■ C2 浜浦町線 - ■ C3 信濃町線 | C20・C30・C31：西部営業所                                                                                | [ 24 ] [ 25 ] |
| 信濃町   | 花工房パレット前 （有明・五十嵐方面）             | ■ W1 有明線                     | - W10・W13：内野営業所 - W11：グリーン団地前 - W12：信楽園病院                                           | [ 26 ]        |
| 信濃町   | 花工房パレット前 （有明・五十嵐方面）             | ■ 青山 青山循環線               | 青山（信濃町先回り）：青山                                                                               | [ 27 ]        |
| 信濃町   | 花工房パレット前 （有明・五十嵐方面）             | - ■ C2 浜浦町線 - ■ W2 西小針線 | C20・C21・W25：新潟駅                                                                                    | [ 23 ] [ 24 ] |
| 信濃町   | 西大通り弥生町交差点前 （古町・新潟駅・県庁方面） | - ■ W1 有明線 - ■ W2 西小針線   | - W10・W11・W12・W20・W21・W22：新潟駅 - W13・W23：美咲合同庁舎 - W14・W24：（モーニングライナー）新潟駅 | [ 23 ] [ 26 ] |
| 信濃町   | 中華料理瑞鳳裏 （古町・新潟駅方面）               | - ■ C2 浜浦町線 - ■ C3 信濃町線 | C30・C31・C32：新潟駅                                                                                    | [ 25 ]        |

付記事項
- 西小針線のうち、W21の一部は新潟大学（新大西門）発着。また、快速は坂井方面、新潟大学方面とも当停留所には停車しない。
- 中華料理瑞鳳裏（旧ウオロク裏）の停留所は、信濃町線および浜浦町線からの循環便のみが発着する。

## 隣の駅
東日本旅客鉄道（JR東日本）
■越後線
青山駅 - 関屋駅 - 白山駅

### 記事本文